# モンテネグロ大学
モンテネグロ大学（モンテネグロだいがく、セルビア語: Универзитет Црнe Горe, Univerzitet Crne Gore）は、モンテネグロ・ポドゴリツァに本部を置く大学である。同国唯一の公立大学で、同国最古の大学である。
ポドゴリツァ以外にもニクシッチ、ツェティニェ、コトルにキャンパスを有している。

## 歴史
1974年4月29日、モンテネグロ社会主義共和国内にある多数の大学、研究機関を統合して誕生した。本部はティトーグラード（現在のポドゴリツァ）に置かれたため、ティトーグラード大学の名で設立された。開学当時の構成はティトーグラードの経済学部、工学部、法学部、史学部、農学部、生物薬学部、コトルの海洋科学部、ニクシッチの教育学部であった。翌年に政治家のヴェリコ・ヴラホヴィッチが歿したため、大学名をヴェリコ・ヴラホヴィッチ大学に改名した。
1992年にモンテネグロ大学に改名した。2006年にモンテネグロが独立したことによって同国唯一の公立大学となった。

## 組織
本部はポドゴリツァに置かれ、学部の多くもポドゴリツァに所在しているが、一部がツェティニェ、ニクシッチ、コトルに存在している。学部の立地は以下の通りである。
| - ポドゴリツァ - 建築学部 - 生命工学部 - 土木工学部 - 経済学部 - 電気工学部 - 法学部 - 機械工学部 - 薬学部 - 冶金工学部 - 理学部 - 政治学部 | - ツェティニェ - 映像学部 - 純粋芸術学部 - 音楽学部 - ニクシッチ - 哲学部 - 言語学部 - スポーツ科学部 - コトル - 海洋学部 - 観光学部 |  |

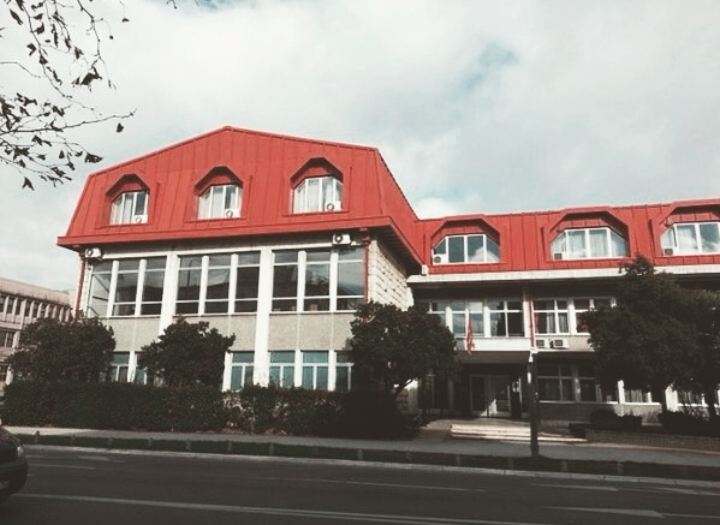
法学部、ポドゴリツァ
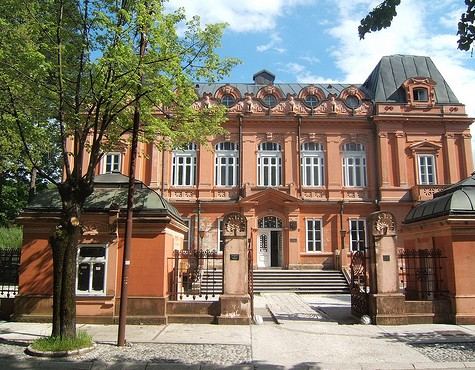
純粋芸術学部、ツェティニェ
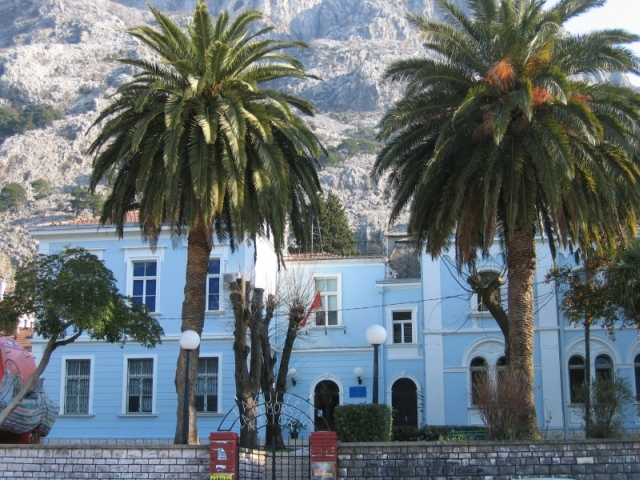
海洋科学部、コトル

また、これらの他に研究所を有している。

## 連携
地中海大学連盟、バルカン大学ネットワークなどの大学連合組織に所属している。